# آلفرد کامین لیال
آلفرد کامین لیال (انگلیسی: Alfred Comyn Lyall; ۴ ژانویهٔ ۱۸۳۵ – ۱۱ آوریل ۱۹۱۱) یک شاعر اهل هند بود.